# Dacron

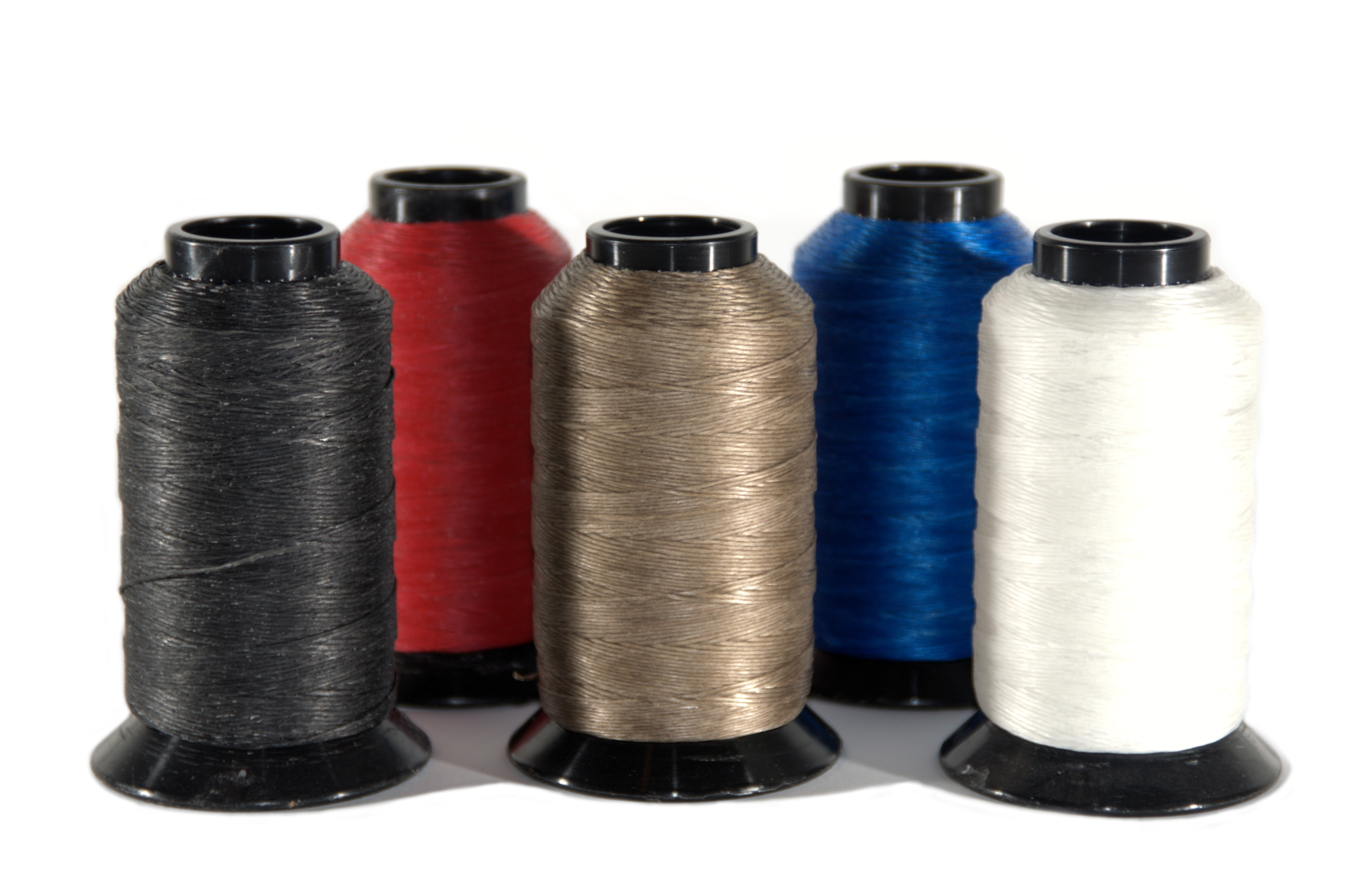
Spulen mit Dacron Fasern

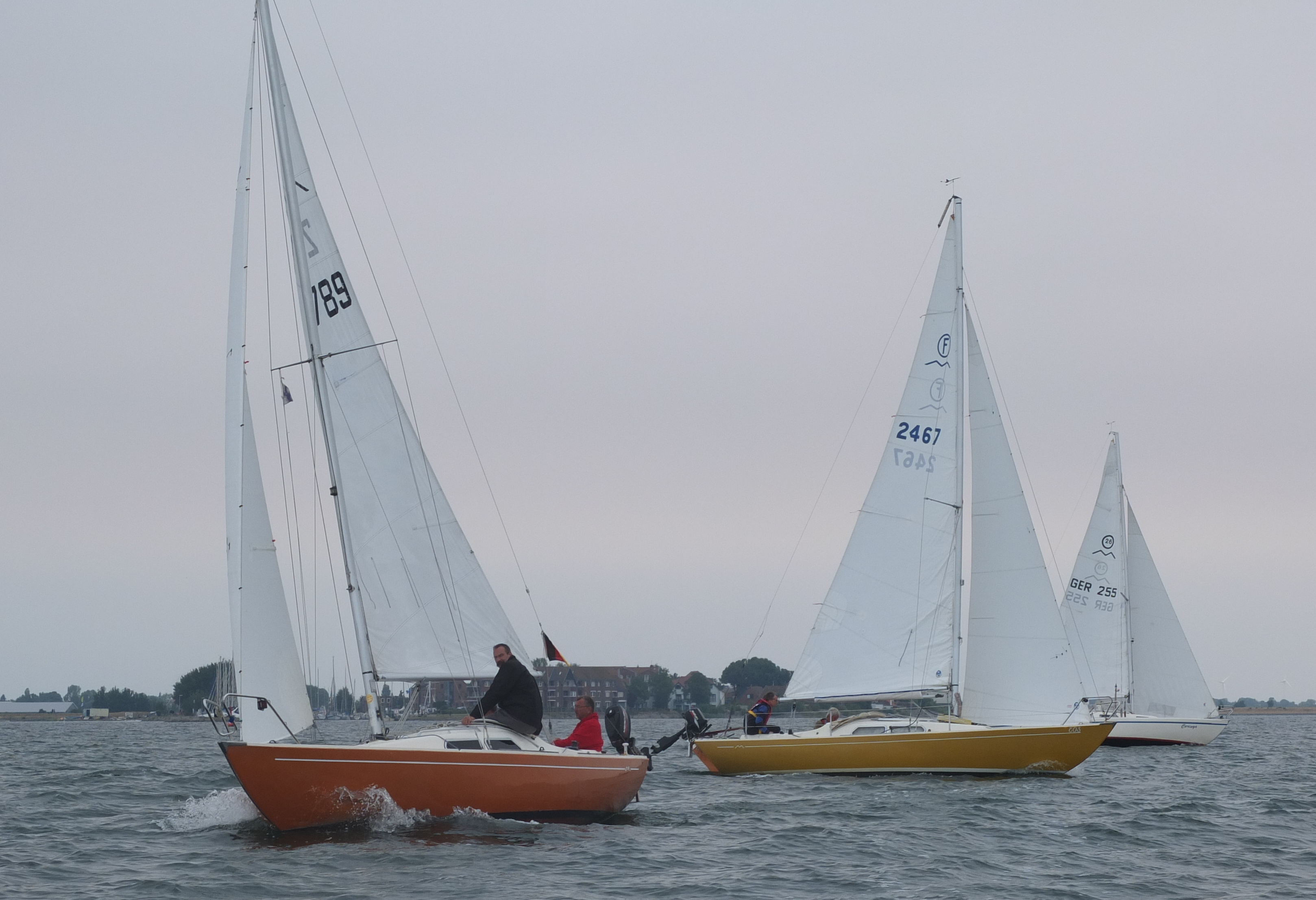
IF-Boote mit Dacron-Segeln

Dacron ist der in den 1950er-Jahren durch den Hersteller DuPont angemeldeter und inzwischen auf die INVISTA Textiles (U.K.) Ltd, einem Unternehmen der Koch Industries, eingetragener Markenname für eine Faser aus dem Polyester Polyethylenterephthalat (PET).
Nach dem bei der Calico Printers` Association, einem britischen Textilunternehmen, 1941 im Labor zufällig Polyethylenterephthalat entdeckt worden war, musste eine kommerziell geeignete Synthese von Terephthalsäure ausgearbeitet werden, um daraus eine Synthesefaser herstellen zu können. Dazu ging 1947 Calico eine Zusammenarbeit mit dem britischen Unternehmen Imperial Chemical Industries Ltd. (ICI), die alle weiteren Entwicklungen der patentierten Polyesterfaser mit dem Markennamen Terylene in Großbritannien vornahm.  1945 kaufte DuPont die Rechte für weitere Entwicklungen in den USA und begann 1950 auf einer Pilotanlage in Seaford, Delaware in Anlehnung an die Nylon-Faser mit der Produktion von Dacron. Die erste kommerzielle Produktionsanlage wurde 1953 in Kinston, North Carolina in Betrieb genommen.
Dacron wird vielfältig verwendet, beispielsweise für Textilien, in der Medizin unter anderem als nichtresorbierbares Nahtmaterial  und für Gefäßprothesen, für Bogensehnen oder für Segeltuche im Segelsport.
Dacron ist bekannt für seine Festigkeit und Haltbarkeit. Es ist beständig gegen Dehnung und Schrumpfung, was es zu einem beliebten Material für Kleidung, insbesondere für Sportbekleidung und Outdoor-Ausrüstung, macht. Dacron ist resistent gegenüber vielen Chemikalien und behält seine Eigenschaften auch unter verschiedenen Umweltbedingungen bei, was es für den Einsatz in Außenanwendungen geeignet macht. In der Medizin wird Dacron für Gefäßprothesen und als Material für künstliche Herzklappen  verwendet, da es biokompatibel ist und eine geringe Reaktionsrate mit menschlichem Gewebe aufweist. Dacron-Stoffe sind leicht, schnell trocknend und pflegeleicht, was sie ideal für Bettwäsche, Vorhänge und andere Haushaltstextilien macht. Aufgrund seiner Isolationseigenschaften wird Dacron auch in der Herstellung von Schlafsäcken, Jacken und anderen Isoliermaterialien verwendet.
Dacron wird auch als Copolyester mit Isophthalsäure zur Erzielung eines kontrollierten Schrumpfverhaltens, zur Verminderung des Pilling und zur Verbesserung der Anfärbbarkeit hergestellt.

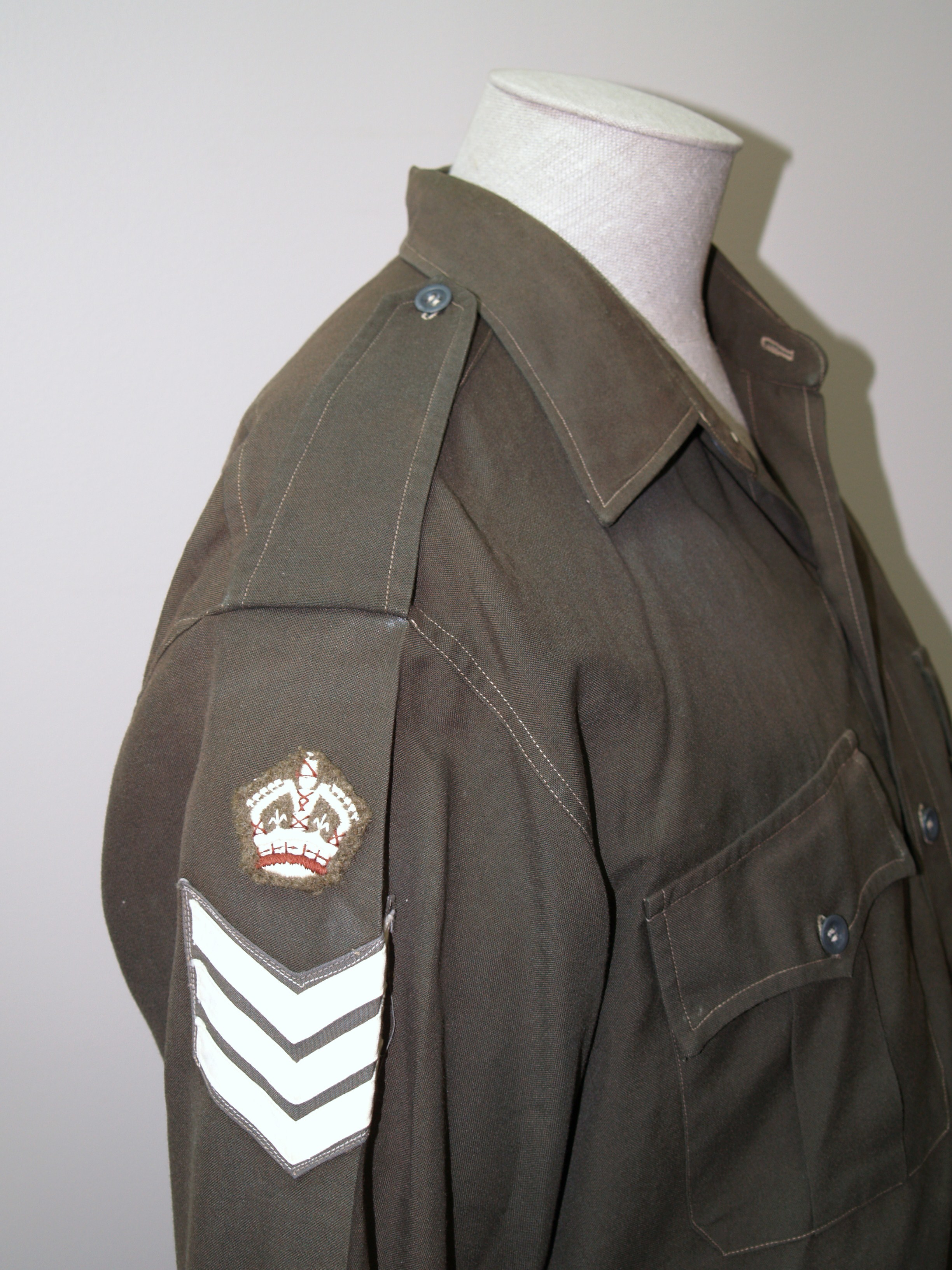
Dacron Langarmhemd der Singapur-Streitkräfte – 1971–1974

Die Entwicklung und der breite Einsatz von Dacron illustrieren den Fortschritt in der chemischen und Materialwissenschaft, insbesondere in der Polymerchemie. Es hat zur Schaffung langlebiger, vielseitiger und leistungsfähiger Materialien in verschiedenen Branchen beigetragen.